# Pawel Duma
Pawel Alexandrowitsch Duma (russisch Павел Александрович Дума; * 20. Juni 1981 in Qaraghandy, Kasachische SSR) ist ein ehemaliger kasachischer Eishockeyspieler.

## Karriere
Pawel Duma begann seine Karriere 1998 bei Neftechimik Nischnekamsk. Beim NHL Entry Draft 2000 wählten die Vancouver Canucks ihn in der fünften Runde an der 144. Stelle aus. Seine weiteren Stationen waren Ak Bars Kasan, Molot-Prikamje Perm, Neftjanik Almetjewsk, Disel Pensa und HK Brest. Bei seinem jetzigen Arbeitgeber HK Sary-Arka Karaganda steht Duma seit 2006 unter Vertrag. In der Saison 2009/10 gewann er mit der Mannschaft den kasachischen Meistertitel.

## Erfolge und Auszeichnungen
- 2000 Silbermedaille bei der U20-Junioren-Weltmeisterschaft
- 2010 Kasachischer Meister mit dem HK Sary-Arka Karaganda